# Adeling
Adeling – inflancki herb szlachecki.

## Opis herbu
Opis zgodnie z klasycznymi regułami blazonowania:
W polu srebrnym strzała czerwona o żeleźcach błękitnych i piórach złotych między różami czerwonymi w słup; z prawej trzema, z lewej czterema. 
Klejnot: Nad hełmem bez korony trzy róże w słup między dwoma skrzydłami orlimi, prawym srebrnym, lewym czerwonym.

## Herbowni
Adeling.